# Scally

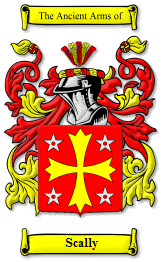
Armoiries

Scally est un nom de famille d'origine irlandaise.
Variantes:
- Scully
- Skelly
- O'Scully
- Scullin
- Scullane

## Origine
Scally est une version anglicisée du gaélique "O'Scolaidhe" ce qui signifie "descendant de l'érudit". Elle a été découverte dans le comté de Westmeath. Les variations du nom se sont formées lorsque des fonctionnaires ecclésiastiques ont orthographié les noms tels qu'ils ont été prononcées, ce qui a causé de nombreuses orthographes différentes du nom de famille.

## Variations
L'orthographe originelle du nom de famille était O'Scolaidhe, qui a été datée autour de 1100 par les Anciens Registres de Westmeath pendant le règne de Hauts Rois d'Irlande.

## L'émigration de l'Irlande
À partir de 1840, l'Irlande a été en proie à une famine. Des milliers de personnes ont décidé d'émigrer d'Irlande. Les dossiers indiquent que les membres de la famille Scally étaient parmi les premiers à émigrer en Amérique. Entre 1800 et 1870, de nombreux membres possédant le patronyme Scally sont arrivés à Philadelphie.